# 郭鋐
郭 鋐（かく こう、生年不詳 - 1509年）は、明代の軍人。字は彦和。本貫は廬州府合肥県。

## 生涯
彭城衛指揮使の職を嗣いだ。成化初年、荔浦県の乱の討伐に従軍して功績を挙げ、都指揮僉事に進んだ。武挙に及第し、都指揮同知に転じた。張懋の推挙により都勝に代わって揚州府に駐屯して、倭寇に備えた。1486年（成化22年）、都勝に代わって参将となり、協同で運河交通の監督にあたった。弘治年間、副総兵として広西に駐屯し、府江の僮族の乱を撃破した。
1494年（弘治7年）、郭鋐は都督僉事を代行し、漕運総兵官に転じた。1499年（弘治12年）、郭鋐は副使の張鼐による沁河治水の意見を引用して、武陟県木欒店から荊隆口までを開削し、沁水を分水して賈魯河に引き入れ、丁家道口から徐淮へと流すよう請願した。しかし鄒魯の反対に遭って聞き入れられなかった。この年のうちに都督同知に進んだ。1507年（正徳2年）、北京に召還され、後府に出仕した。1509年（正徳4年）、死去した。『明史』郭鋐伝は郭鋐の官歴を57年と特筆しており、趙翼『陔余叢考』も「仕宦最久」の人物のひとりとして取り上げている。